# 一番好きな花
もしかして
- いちばんすきな花

ではありませんか？